# 세르히 마르첸코

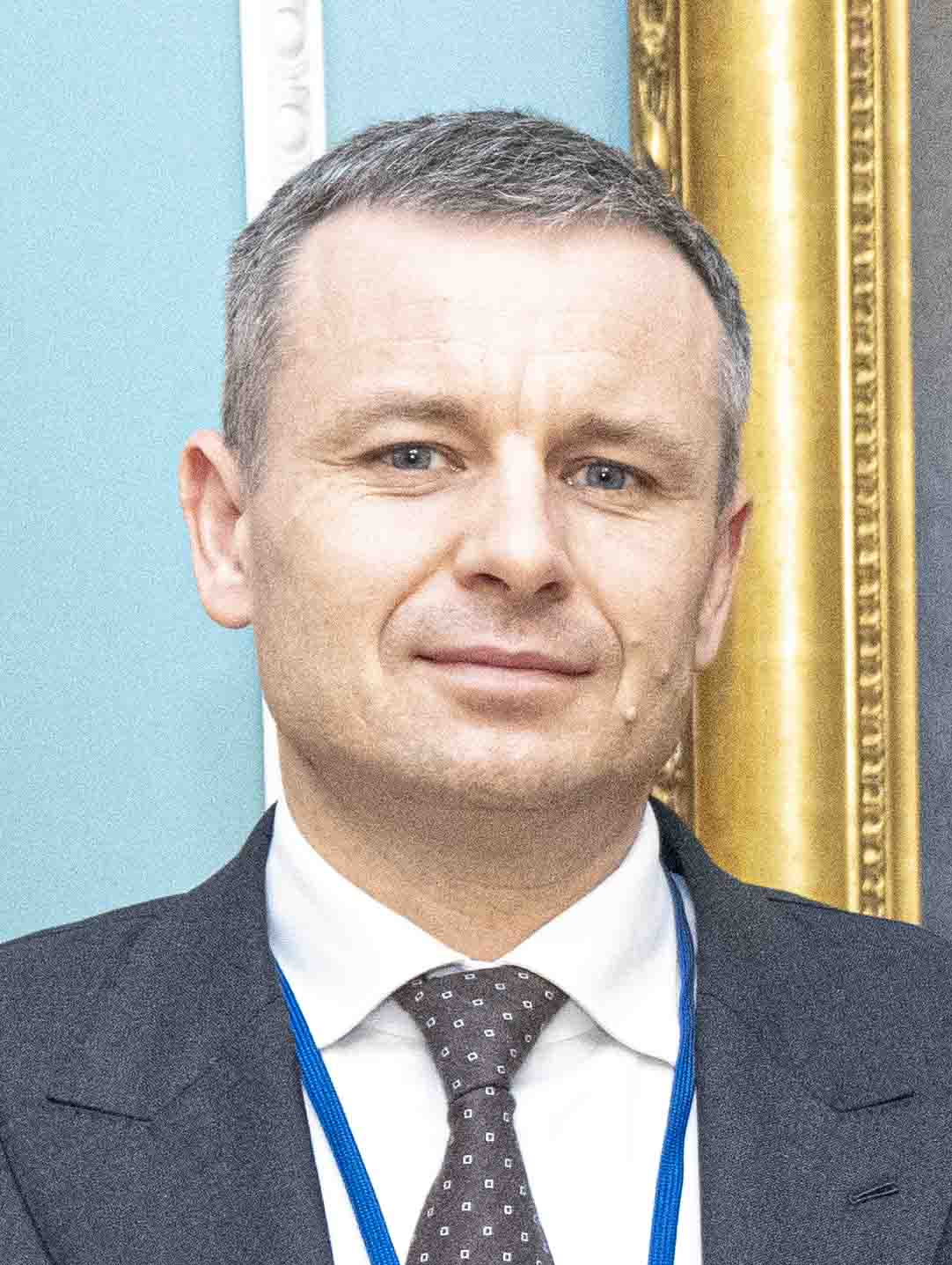
세르히 마르첸코

세르히 미하일로비치 마르첸코(우크라이나어: Сергій Михайлович Марченко, 1981년 1월 24일 ~ )는 우크라이나의 경제학자이자 정치인이다. 2009년에 경제학 박사 학위를 취득했으며, 우크라이나 재무부 차관 (2016년 ~ 2018년), 우크라이나 대통령실 차관보 (2018년 ~ 2019년)를 거쳐 2020년, 우크라이나 재무부 장관에 임명되었다.